# Torciîțea, Stavîșce
Torciîțea (în ucraineană Торчиця) este o comună în raionul Stavîșce, regiunea Kiev, Ucraina, formată numai din satul de reședință.

## Demografie
Componența lingvistică a comunei Torciîțea
     Ucraineană (97,78%)
     Rusă (1,7%)
     Alte limbi (0,52%)
Conform recensământului din 2001, majoritatea populației comunei Torciîțea era vorbitoare de ucraineană (97,78%), existând în minoritate și vorbitori de rusă (1,7%).